# Albert Johnson (Leichtathlet)
Albert Johnson (* 1. Mai 1931 in Sheffield; † 20. Mai 2011 in Hobart, Australien) war ein britischer Geher.
Bei den Leichtathletik-Europameisterschaften 1954 in Bern erreichte er im 50-km-Gehen nicht das Ziel.
Zwei Jahre später kam er beim 50-km-Gehen der Olympischen Spiele 1956 in Melbourne auf den achten Platz.
Bei den Europameisterschaften 1958 in Stockholm wurde er Elfter im 20-km-Gehen, und beim 50-km-Gehen der Olympischen Spiele 1960 in Rom wurde er disqualifiziert.
Für die Isle of Man startend wurde er im 20-Meilen-Gehen bei den British Empire and Commonwealth Games 1966 in Kingston Achter.
Er trainierte u. a. John Warhurst und nach seiner Auswanderung nach Tasmanien 1974 Kylie Risk.

## Persönliche Bestzeiten
- 20 km Gehen: 1:36:22 h, 1958
- 50 km Gehen: 4:48:03 h, 1963